# DM i landevejscykling 2009
Danmarksmesterskaberne i landevejscykling 2009 blev afholdt fra 25. – 28. juni 2009 i Sønderborg. Konkurrencerne for U23 blev afholdt 12. og 14. juni i Sønder Vilstrup.
| Event           | Guld                  | Sølv                  | Bronze                |
| --------------- | --------------------- | --------------------- | --------------------- |
| Herrer - Elite  |                       |                       |                       |
| Enkeltstart     | Lars Bak              | Alex Rasmussen        | Jakob Fuglsang        |
| Linjeløb        | Matti Breschel        | Chris Anker Sørensen  | Frank Høj             |
| Herrer - U23    |                       |                       |                       |
| Enkeltstart     | Jimmi Sørensen        | Rasmus Quaade         | Daniel Kreutzfeldt    |
| Linjeløb        | Rasmus Guldhammer     | Troels Vinther        | Kaspar Schjønnemann   |
| Herrer - Junior |                       |                       |                       |
| Enkeltstart     | Lasse Norman Hansen   | Michael Valgren       | Sebastian Lander      |
| Linjeløb        | Lasse Norman Hansen   | Adrian Udesen         | Christian Kreutzfeldt |
| Damer - Elite   |                       |                       |                       |
| Enkeltstart     | Linda Villumsen       | Trine Schmidt         | Margriet Kloppenburg  |
| Linjeløb        | Linda Villumsen       | Trine Schmidt         | Maria Grandt Petersen |
| Damer - Junior  |                       |                       |                       |
| Enkeltstart     | Maria Grandt Petersen | Michelle Lauge Quaade | Julie Leth            |